# Якун (посадник)
Якун (ум. ок. 1170 г.) — новгородский посадник в 1167—1170 гг.

## События перед посадничеством
Перед посадничеством Якуна в Новгороде в 1167 году произошёл мятеж, результатом которого было убийство посадника Захария, боярина Неревина (отец посадника Завида Неревинича) и бирича Несды (отец посадника Мирошки Несдинича). Тогда же Якун с новгородцами выступили против древнерусских князей, которые предприняли поход против Новгорода, но потом воротились обратно.

## Посадничество
После выше названных событий в том же 1167 г. Якун был назначен на Новгородского посадника. Причём в летописи отмечается, что новгородцы при Якуне сидели без князя от Семёнова дня (1 сентября 1167 г.) до Великого дня (14 апреля 1168 г.), ожидая к себе князя Романа Мстиславича. В последний раз посадник Якун упоминается под 1170 г., когда участвовал вместе с князем Романом в битве новгородцев с суздальцами. Даты завершения посадничества Якуна неизвестно, но предполагается дата 1170 г. по причине политических событий 1170—1171 гг. — лишение князя Романа в 1170 г. Новгородского княжения, получение 4 апреля 1170 г. Новгородского стола Рюриком Ростиславичем, отнимание посадничества у Жирослава в 1171 г.

## Семья
1. Якун
  1. Дмитр Якунич
    1. Иванко Дмитрович